# Арман де Бурбон-Конти
Арма́н де Бурбо́н (фр. Armand de Bourbon; 11 октября 1629, Париж — 26 февраля 1666, Пезенас) — французский принц крови из династии Бурбонов, 1-й принц де Конти́ (с 1629).

## Биография
Младший (второй) сын Генриха II Бурбона (1588—1646), 3 принца де Конде, и Шарлотты Маргариты де Монморанси (1594—1650), младший брат принца Луи де Бурбона, Великого Конде.
Арман де Бурбон отказался от духовной карьеры, с которой начал свою деятельность, и принял участие в восстаниях Фронды, сначала против принца Конде и двора, а затем против двора вместе с Конде. В 1650 году был арестован вместе с братом кардиналом Мазарини, однако в 1651 году, после удаления Мазарини в изгнание, выпущен на свободу. Вспыхнувшая вновь междоусобная война увлекла сначала и принца Конти: в 1652—1653 он был формальным правителем Бордо, хотя реальная власть принадлежала радикальному плебейскому движению Ормэ. Вскоре примирился с двором и в 1654 году женился на племяннице кардинала Мазарини Анне Марии Мартиноцци (1639—1672), дети:
- Луи Арман I (1661—1685), 2-й принц де Конти (1666—1685)
- Франсуа Луи (1664—1709), 3-й принц де Конти (1685—1709)

Он удачно воевал против Испании, неудачно в Италии в 1657 году, после чего ограничился должностью губернатора в Лангедоке. Из оставшихся после него рукописей многие изданы, а среди прочих и направленный против театра «Traité de la comédie et des spectacles» (П., 1667).

## Киновоплощения
- 1993 — «Луи, король — дитя» (Франция); в роли — Режис Руайе.
- 2000 — «Король танцует» (Франция, Германия, Бельгия), в роли — Идвиг Стефан.
- 2009 — мини-сериал «Королева и кардинал» (Франция); роли — Дамьен Жуйеро.